# Riparo di Fournol
Il Riparo di Fournol è un sito archeologico scoperto sotto un riparo roccioso, che si trova vicino al paese di Soturac nella regione meridionale francese dell'Occitania.

## Scoperta
Questo sito preistorico era probabilmente noto all'inizio del secolo scorso, poiché nel 1908 il Museo di Tolosa ricevette numerosi resti preistorici provenienti dal riparo. Dopo la Seconda Guerra Mondiale, il sito fu occasionalmente oggetto di ulteriori scavi, che furono occasionalmente rispresi negli anni '70 e '80. Tra il 2000 e il 2005, nel sito sono stati effettuati scavi clandestini, poi interrotti; almeno una parte del materiale trafugato in seguito è stato recuperato dalla polizia francese. Dal 2015 in poi, si sono svolte diverse campagne di scavo, che hanno permesso di recuperare reperti umani e litici.

## Descrizione
Fournol è un riparo roccioso che si trova sui 162 m.s.l.m., relativamente piccolo (circa 10 metri di lunghezza e 3 metri di profondità), aperto a sud, dove gli scavi archeologici hanno attestato, attraverso l'evidenza di manufatti litici, una continuativa presenza umana dal tardo Aurignaziano fino al Solutreano inferiore . 
Il sito ha permesso di riportato alla luce anche resti umani riferibili al Gravettiano, che, considerando anche quelli recuperati dalla polizia, arrivano a contare circa 130 resti fossili, la maggior parte dei quali frammentati e di piccole dimensioni, circostanza che ne ha rallentato lo studio. Dai resti dentali sono stati identificati almeno sei individui; tre giovani e tre adulti.
L'analisi dei reperti ha rilevato che diverse ossa presentavano tagli, alcune erano state disarticolate e alcuni crani erano stati scuoiati; sulla base del contesto si possono ipotizzare cannibalismo, o particolari riti funebri.
Uno studio statistico-genetico del 2023, ipotizza che è possibile individuare due principali cluster genetici (insiemi statisticamente rilevanti individuati sulla base di caratteristiche genetiche) riferibili al gravettiano; il cluster di Fournol e il cluster di Věstonice nella repubblica Ceca; sarebbero questi i due tipi di moderni uomini europei del Gravettiano. Mentre del tipo di Věstonice non si trovano tracce genetiche successive, suggerendo che si sia estinto, del tipo di Fournol sarebbero rimaste tracce genetiche nelle genti che popolarono il rifugio glaciale tra la Spagna e la Francia.